# フィリッポ・ユヴァラ

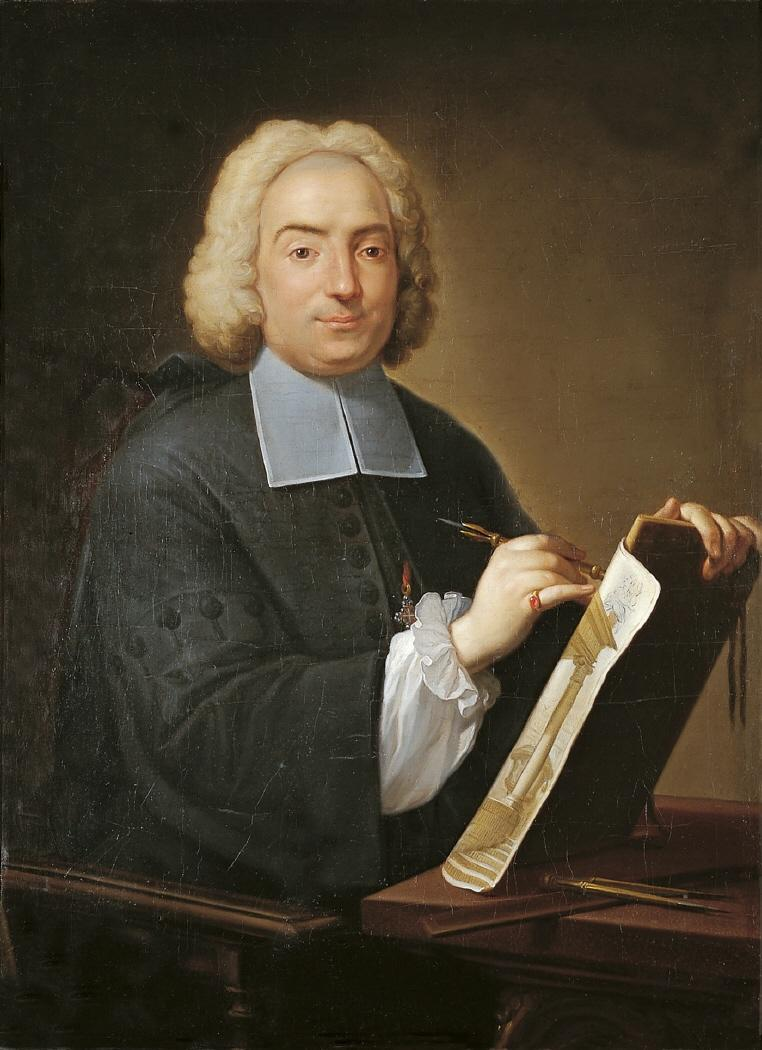
ユヴァッラの像

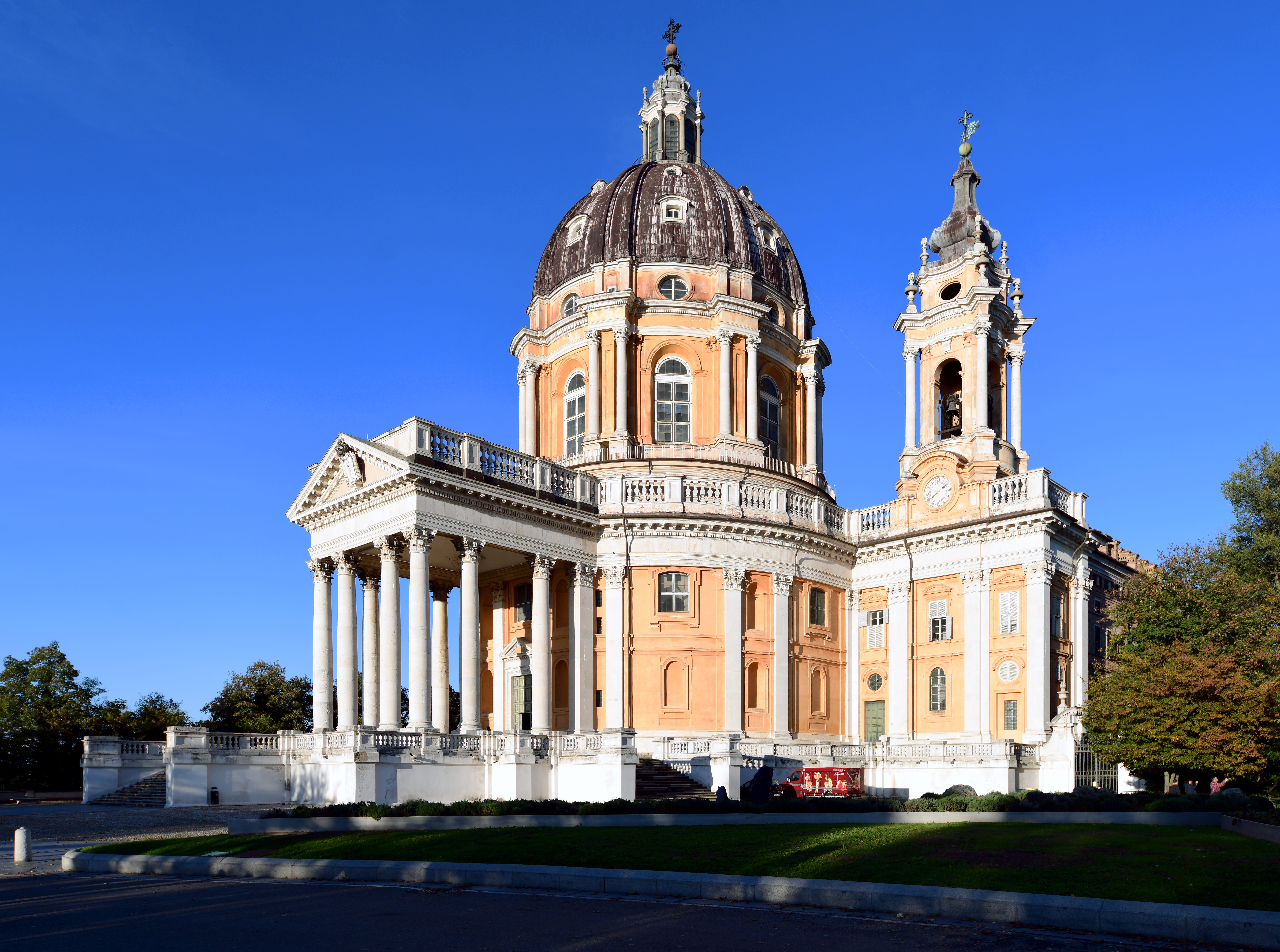
スペルガ聖堂

フィリッポ・ユヴァッラ（Filippo Juvarra, 1678年3月7日－1736年1月31日）は、イタリアの建築家。18世紀のもっとも偉大なイタリアの建築家であり、かつ輝かしいとまで評された図案家。
メッシーナの銀細工師の家庭で生まれた。1703年か1704年から1714年にかけて、ローマのフォンターナのもとで修業をつみ、はじめ舞台設計者としての名声を得た。この劇場設計での経験は、その後に続くほとんどすべての作品に痕跡を残したといわれる。
1714年にサルデーニャ王ヴィットーリオ・アメデーオ2世によってトリノに招かれ、首席宮廷建築家に任命された。1719年から1720年のポルトガル、ロンドン、パリへの旅行を除いて20年間はトリノに滞在した。
彼の作品数は膨大であって、教会、宮殿、郊外の邸宅、狩猟用の山荘から、トリノの新市街地の配置計画にまで及んでいた。一室内装飾家、家具や美術品のデザイナーとしての作品は言うに及ばない。
教会作品のうち、1715年から15年かけて築いたスペルガ聖堂と、1716年から5年かけて築いたヴェナリーア・レアーレの礼拝堂は、ともにトリノの近くにあって、壮観なものである。前者は、イタリアのすべてのバロック様式の聖堂のうちでもっともすばらしいものとされ、オーストリアのメルク修道院やスイスのアインジーデルン修道院に比較される。
彼の優雅で洗練された後期バロック様式の建物は、ティエポロの絵画と同様にこの時代の典型でともに等しく完成したものであって、装飾の発明においてモーツァルト
のような陽気さと豊かさを持っていたと評される。
トリノのサン・フィリッポ・ネーリ教会（1715年）やサンタ・クローチェ教会（1718年）やカルミネ教会（1732年、戦争中に内部破壊）は、極めて壮麗。
トリノ市の官邸には、パラッツオ・ピラーゴ・デッラ・プァッレ（1716年）やパラッツオ・リカ・ディ・コヴァゾ一口（1730年）やパラッツオ・ドルメア（1730年）がある。
一方、国王のための彼の作品は、トリノ内や付近の四つの壮大な宮殿と郊外の邸宅が有名であるヴェナリア・レアレ（1714年－1726年）、パラッツオ・マダマ（1718年－1721年）、カステッロ・ディ・リヴォリ（1718年－1721年、部分的にのみ実施）、そして彼の最高傑作ストピソ（1719年－1733年）がある。
これらすべての作品において、彼は多くの非常に熟練した画家や彫刻家や職人の助力を受けた。